# Sorpresa (singolo)
Sorpresa è un singolo del produttore discografico italiano CanovA e del rapper italiano Nayt, pubblicato il 3 dicembre 2021 come primo estratto dal primo album in studio del produttore, Level One.

## Descrizione
Si tratta di una versione rivisitata del brano omonimo contenuto nell'album Doom di Nayt.

## Tracce
Testi di William Mezzanotte, Alessandro Pacco, Leonardo Zaccaria, Viviana Colombo, musiche di Michele Canova Iorfida, Daniele Dezi.
1. Sorpresa (feat. Nayt) – 3:13